# باشگاه والیبال العربی قطر
باشگاه والیبال العربی قطر (عربی: طائرة العربي) یک تیم حرفه ای والیبال واقع در دوحه قطر است. این تیم در لیگ برتر والیبال قطر حضور دارد. العربی ۲۵ دوره قهرمان لیگ قطر و ۱ دوره قهرمان باشگاه‌های آسیا شده‌است.